# Operação Tagar
Operação Tagar (em hebraico:  תגר, Brigar) foi uma operação da Força Aérea Israelense sobre o Egito, no dia 7 de outubro de 1973, no segundo dia da Guerra do Yom Kipur.
A operação foi planejada como uma ampla série de bombardeios com o objetivo de destruir todas as baterias de mísseis superfície-ar no fronte Egípcio, usando bombas guiadas. As aeronaves se aproximaram dos alvos a uma altitude muito baixa, a fim de evitar a detecção pelos radares Egípcios.
A operação foi planejada para ser conduzida por três ondas de ataque, a primeira das quais tinha como objetivo destruir as bases da força aérea Egípcia , enquanto que o objetivo das outras duas ondas seguintes era de destruir as baterias de mísseis (SAM) Egípcio.
A operação foi interrompida após o primeira onda ataque apesar de terem tidos sucesso iniciais em destruir diversas bases da força aérea egípicias, houve necessidade de realocar as forças para o fronte sírio a fim de executar a Operação Doogman 5.